# Маневич, Галина Иосифовна
Галина Иосифовна Маневич (род. 16 декабря 1939, Москва) — советский и российский киновед, искусствовед. Вдова и хранительница наследия художника Эдуарда Штейнберга.

## Биография
Родилась в 1939 году в Москве в семье киноредактора Иосифа Маневича.
В 1957 году поступила на киноведческий факультет Всесоюзного государственного института кинематографии (мастерская Александра Грошева), который окончила в 1962 году. Работала редактором в Бюро пропаганды советского киноискусства.
В 1972 году защитила диссертацию на соискание учёной степени кандидата искусствоведения на тему «Образ художника и решение проблемы творчества в киноискусстве».
Член Союза писателей России. Автор многочисленных статей по вопросам культуры, искусства, литературы, кино. Автор биографий художников Анатолия Зверева, Владимира Немухина, Оскара Рабина, Михаила Рогинского, Михаила Шварцмана, искусствоведа Индржиха Халупецкого.
Жена художника Эдуарда Штейнберга. В 2016 году передала мастерскую покойного мужа в Тарусе в дар ГМИИ им. А.С. Пушкина, теперь дом является филиалом музея.
Живёт в Москве, Париже, Тарусе.